# اسکندردریا
اسکندردریا رودی است در ناحیه عینی در ولایت سغد تاجیکستان. اسکندردریا ۲۰ کیلومتر درازا دارد و مساحت حوضه آبریز آن ۹۵۰ کیلومتر مربع است. این رود یکی از شاخه‌های اصلی سمت چپ فان‌دریا است.
سرچشمه اسکندردریا در دریاچه اسکندرکول واقع شده و از آنجا به سمت شرق جاری است. ریزشگاه این رود حدوداً در دهکده زرافشان واقع شده‌است. اسکندردریا در ارتفاع حدوداً ۱۶۴۰ متری با رود یغناب یکی شده و با هم فان‌دریا را تشکیل می‌دهند.